# Iglesia de la Purísima Concepción (Langarica)
La iglesia de la Purísima Concepción es un edificio situado en el concejo español de Langarica, en la provincia de Álava.

## Descripción
El edificio se encuentra en el concejo español de Langarica, del municipio de Iruraiz-Gauna, perteneciente a la provincia de Álava, en la comunidad autónoma del País Vasco. Se menciona como iglesia parroquial del lugar en el décimo volumen del Diccionario geográfico-estadístico-histórico de España y sus posesiones de Ultramar de Pascual Madoz, donde aparece descrita con las siguientes palabras: «igl. parr. (Sta. Maria) servida por 2 beneficiados, de los cuales uno con título de cura y ambos de presentacion del cabildo». En el tomo de la Geografía general del País Vasco-Navarro dedicado a Álava y escrito por Vicente Vera y López, se dice lo siguiente: «Su parroquia, dedicada á la Purísima Concepción, es de categoría rural de segunda clase y pertenece al arciprestazgo de Alegría».